# Jérémy Beccu
Jérémy Beccu (* 22. September 1990 in Auchel) ist ein französischer Profiboxer im Bantamgewicht.

## Boxkarriere
Jérémy Beccu wurde 2008 Französischer Jugendmeister und gewann auch eine Bronzemedaille bei den Jugend-Weltmeisterschaften 2008 in Guadalajara. Er besiegte dabei Erwin Marks, Kuba (29:26), Khabibulla Ismail-Achunow, Kasachstan (34:8) und Robert Kanalas, Ungarn (Abbruch), ehe er im Halbfinale gegen Nanao Singh, Indien (4:14) ausschied.
2009 wurde ein weiteres erfolgreiches Jahr. Er gewann erneut die Französische Meisterschaft, die Mittelmeerspiele in Pescara und die Spiele der Frankophonie in Beirut. Dabei schlug er unter anderem Alfonso Pinto, Italien (14:1), Kelvin de la Nieve, Spanien (+3:3), Mohamed Helmi, Ägypten (11:1), Jonathan Quinit, Kanada (8:7) und Haithem Azizi, Tunesien (13:5).
2010 und 2011 wurde er wieder Französischer Meister. Zudem gewann er das Drei-Nationen-Turnier in Berck und erreichte den fünften Platz bei den Europameisterschaften 2011 in Ankara, nachdem er erst im Viertelfinale gegen Salman Əlizadə, Aserbaidschan (19:26) unterlag. Bei den Weltmeisterschaften 2011 in Baku schlug er Lebogang Pilane, Südafrika (21:9) und Shahobiddin Zoirov, Usbekistan (21:19), ehe er im Achtelfinale gegen Shin Jong-hun, Südkorea (10:22) ausschied.
2012 gewann er das Vier-Nationen-Turnier in Berck und besiegte in einem Länderkampf David Hajrapetjan (14:11). Im Juli 2012 startete er bei den Olympischen Spielen in London, verlor jedoch im ersten Kampf gegen den späteren Weltmeister Birschan Schaqypow (17:18).
2013 wechselte er zu den Profis.